# 글라우코사우루스

글라우코사우루스(학명:Glaucosaurus megalops)는 반룡목 에다포사우루스과에 속하는 도마뱀이다. 지금은 멸종된 종으로서 전체적인 몸길이가 2.5m인 거대한 도마뱀에 속한다.

## 특징
글라우코사우루스는 현재엔 두개골과 턱의 일부인 완모형으로만 알려져 있다. 거의 모든 봉합이 없어졌다. 그럼에도 불구하고 글라우코사우루스는 에다포사우루스과인 동물일 뿐만 아니라 에다포사우루스 자체의 가까운 친척이라는 데는 널리 동의하고 있다. 알려진 모든 스페나코돈과는 특정 테라피드(단궁류)를 제외하고 육식동물이다. 글라우코사우루스는 명백히 열갑상선류가 아니다. 예를 들어 누공이 나리스에 도달하고 중격막은 크고, 앞니가 없기 때문이다. 그리고 그것은 분명히 육식동물이 아니다. 왜냐하면 이빨이나 송곳니 같은 이빨에 날이 없기 때문이다. 그래서 그것은 에다포사우루스일 가능성이 매우 높다. 이것이 사실이라고 가정하면 글라우코사우루스와 에다포사우루스만이 송곳니와 송곳니 버팀목이 완전히 없고 익룡의 가로 테두리가 없으며 두개골의 중앙을 향해 확장되는 복측(하강) 과정이 있는 전전두엽을 가지고 있기 때문에 에다포사우루스와 매우 가깝다. 안구하지만 글라우코사우루스는 믿을 수 없을 정도로 긴 상악골을 가지고 있고 전전두엽의 복부 작용의 똑같이 극단적인 길이를 가지고 있다는 점에서 알려진 에다포사우루스의 어떤 종류와도 다르다. 그로 인해 글라우코사우루스는 같은 에다포사우루스과의 친척이지만 육식성인 이안타사우루스, 루페오사우루스와는 달리 에다포사우루스와 똑같이 주로 식물의 잎, 열매, 씨앗과 같은 초식성의 먹이를 주로 섭이했을 초식성의 반룡류인 도마뱀으로 추정된다.

## 생존시기와 서식지와 화석의 발견
글라우코사우루스가 생존했었던 시기는 고생대의 페름기로서 지금으로부터 2억 9000만년전~2억 4500만년전에 생존했었던 종이다. 생존했었던 시기에는 북아메리카를 중심으로 하여 당시에 존재했었던 초원, 산림 등에서 주로 서식했었던 도마뱀이다. 화석의 발견은 1915년에 북아메리카의 트라이아스기에 형성된 지층에서 미국의 고생물학자인 웬델 윌리스톤에 의하여 처음으로 화석이 발견되어 새롭게 명명된 종이다.

## 같이 보기
- 파충류
- 고생대
- 페름기
- 반룡류
- 단궁류
- 도마뱀
- 화석